# Прапор Побужан
Пра́пор Побужан — офіційний символ села Побужани, Золочівського району Львівської області, затверджений 20 травня 2010 р. рішенням Побужанської сільської ради.
Автори — Андрій Гречило та М. Конопацька.

## Опис
Квадратне полотнище, поділене діагонально з верхнього кута від древка на три смуги — зелену (нижню), синю та зелену (співвідношення їхніх ширин рівне 1:1:2), на верхній зеленій злітає білий лелека з чорним оперенням і червоним дзьобом та лапами.

## Зміст
Синя смуга на прапорі означає річку Західний Буг, над якою розташоване село. Лелека підкреслює приналежність села до колишнього Буського району та разом із символічним зображенням річки вказує на назву поселення.